# Myxaster medusa
Myxaster medusa is een zeester uit de familie Myxasteridae.
De wetenschappelijke naam van de soort werd in 1913 gepubliceerd door Walter Kenrick Fisher.